# Nir David
Nir David (hebrejsky נִיר דָּוִד, doslova „Davidova louka“, anglicky Nir David, v oficiálním seznamu sídel Nir Dawid Tel Amal) je vesnice typu kibuc v Izraeli, v Severním distriktu, v Oblastní radě Emek ha-Ma'ajanot.

## Geografie
Leží v nadmořské výšce 108 metrů pod mořskou hladinou na úpatí masivu Gilboa v oblasti s intenzivním zemědělstvím v Bejtše'anském údolí, které je součástí Jordánského údolí. Severně od obce směřuje k východu tok Nachal Charod, podél něhož západně odtud Bejtše'anské údolí přechází do Charodského údolí. Vlastní dno těchto údolí je rovinaté, s rozsáhlými plochami umělých vodních nádrží a zemědělských pozemků. Člení ho jen nevelké pahorky, většinou lidského původu coby stopy dávného osídlení jako Tel Šokek a Tel Soka jihovýchodně odtud nebo Tel Zahron a Tel Zehara na sever od vesnice. Přímo skrz vesnici protéká vádí Nachal Amal, podél něhož se rozkládá turisticky využívaný národní park Gan ha-Šloša. Vádí je živeno zdejšími vydatnými prameny, které napájejí také podobné enklávy jižně od vesnice, podél vádí Nachal Kibucim a Nachal Šokek. Vádí Nachal Amal pak směřuje k severozápadu, k lokalitě mostu Kantara. Jihozápadně od vesnice se pak terén prudce zvedá do svahů pohoří Gilboa s horou Har Gefet (318 m n. m.).
Nachází se 22 kilometrů jižně od Galilejského jezera a 10 kilometrů západně od řeky Jordán, cca 3 kilometry západně od města Bejt Še'an, cca 80 kilometrů severovýchodně od centra Tel Avivu a cca 55 kilometrů jihovýchodně od centra Haify. Nir David obývají Židé, přičemž osídlení v tomto regionu je ryze židovské.
Nir David je na dopravní síť napojen pomocí lokální silnice číslo 669.

## Dějiny
Nir David byl založen v roce 1936. Vznikl 10. prosince 1936 jako opevněná osada typu „hradba a věž“ a pojmenován podle Davida Wolffsohna - předsedy Světové sionistické organizace. Původní jméno kibucu ale znělo Tel Amal (תל עמל) a bylo změněno až ve 40. letech 20. století.
Zakladateli kibucu byla skupina mladých členů organizace Ha-Šomer ha-Cair, která se utvořila už v roce 1932. Roku 1933 se k ní připojili členové výcvikové skupiny Masad (מסד) z řad židovských přistěhovalců z Polska. Roku 1934 se tito průkopníci přemístili do Bejt Še'anského údolí, kde pomáhali obdělávat půdu a zakládat nové židovské vesnice. V roce 1936 pobývali v nedalekém kibucu Bejt Alfa a připravovali se na založení samostatné osady. V té době ale začalo v britské Palestině arabské povstání. Členové této osadnické skupiny se proto rozhodli pro založení opevněného areálu.
Jeden z nich - Šlomo Grazovski (později Šlomo Gur) - přišel s technickým řešením, jak zbudovat opevněný dřevěný areál, který bude možné postavit během jediného dne. Komplex měl sestávat ze čtyř přístřešků, strážní věže, dvojité palisádové hradby vyplněné štěrkem a vnější obranné linie z ostnatého drátu tak, aby se znemožnilo přiblížení potenciálním vrhačům granátu. Členové skupiny pak všechny stavební součásti plánované osady připravili předem v Bejt Alfa a 10. prosince 1936 (po získání souhlasu velitelů Hagany) vyrazili na zvolené místo, kde skutečně do večera vyrostl podle plánu kibuc Tel Amal. Původní obavy, že na novou osadu okamžitě zaútočí Arabové, se nepotvrdily. Tak vznikl Tel Amal, nynější Nir David - první sídlo typu „hradba a věž“ - později budované na mnoha dalších místech v zemi.
Až do roku 1948 se 1 kilometr jihovýchodně od kibucu Nir David rozkládala arabská osada Tall al-Shawk. Roku 1931 měla 41 obyvatel a 11 domů. V květnu 1948, během Operace Gideon, v počáteční fázi války za nezávislost byla dobyta izraelskými silami a místní arabské obyvatelstvo uprchlo. Zástavba v Tall al-Shawk byla pak zničena. Podobně byly vysídleny i všechny ostatní arabské vesnice v tomto regionu.
Později se kibuc Nir David začal specializovat na chov ryb v umělých nádržích podél vodního toku Nachal Charod, který probíhá Bejt Še'anským údolím. Roku 1949 měla vesnice 312 obyvatel a rozlohu katastrálního území 2470 dunamů (2,47 kilometru čtverečního).

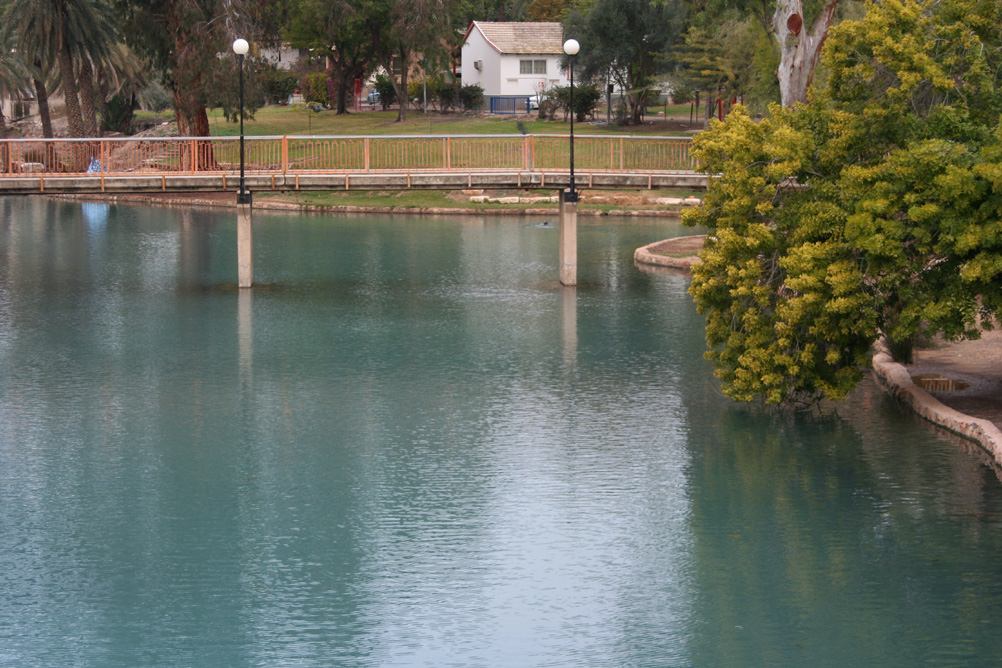
Rekreační areál Gan ha-Šloša

V současnosti je ekonomika obce založena kromě zemědělství též na turistickém ruchu (plavecký a rekreační areál Gan ha-Šloša s muzeem připomínajícím zakládání opevněných židovských osad). V roce 2003 prošel kibuc privatizací.
V Nir David fungují zařízení předškolní péče. Základní školy jsou v okolních obcích (kibuc Mesilot). Je zde zdravotní i zubní ordinace, sportovní areály, veřejná knihovna, obchod a společná jídelna.

## Demografie
Obyvatelstvo kibucu Nir David je sekulární. Podle údajů z roku 2014 tvořili naprostou většinu obyvatel v Nir David Židé - cca 600 osob (včetně statistické kategorie "ostatní", která zahrnuje nearabské obyvatele židovského původu ale bez formální příslušnosti k židovskému náboženství, cca 700 osob).
Jde o menší sídlo vesnického typu s dlouhodobě stagnující populací. K 31. prosinci 2014 zde žilo 652 lidí. Během roku 2014 populace stoupla o 1,2 %.
| Rok            | 1948 | 1949 | 1961 | 1972 | 1983 | 1995 | 2001 | 2003 | 2004 | 2005 | 2006 | 2007 | 2008 | 2009 | 2010 | 2011 | 2012 | 2013 | 2014 |
| -------------- | ---- | ---- | ---- | ---- | ---- | ---- | ---- | ---- | ---- | ---- | ---- | ---- | ---- | ---- | ---- | ---- | ---- | ---- | ---- |
| Počet obyvatel | 445  | 312  | 566  | 551  | 640  | 601  | 553  | 531  | 530  | 511  | 505  | 517  | 528  | 572  | 584  | 607  | 630  | 644  | 652  |